# Branca de Neve (filme de 2012)
Branca de Neve (em castelhano:  Blancanieves é um filme mudo de drama e fantasia franco-espanhol escrito e realizado por Pablo Berger. Foi baseado no conto de fadas homónimo dos irmãos Grimm, a história foi ambientada numa visão romântica da Andaluzia da década de 1920. O filme foi lançado na Espanha em 28 de setembro de 2012 e na França em 23 de janeiro de 2013.
O filme foi lançado em Portugal em 7 de março de 2013 e no Brasil foi exibido em 5 de julho de 2013.

## Elenco
- Maribel Verdú como Encarna, a madrasta
- Macarena García como Carmen, a Branca de Neve (adulta)
- Daniel Giménez Cacho como Antonio Villalta, o pai
- Ángela Molina como Dona Concha, a avó
- Sofía Oria como Carmencita, a Branca de Neve (criança)
- Pere Ponce como Genaro, o chofer
- Josep Maria Pou como Dom Carlos, o advogado
- Inma Cuesta como Carmen de Triana, a mãe
- Ramon Barea como Dom Martín
- Sergio Dorado como Rafita
- Emilio Gavira como Jesusín
- Oriol Vila como Jovem arrogante
- Asier Salinas como Anão Zangado

## Produção
Para criar o filme, o realizador e argumentista Pablo Berger inspirou-se numa fotografia de anões toureiros na obra España Oculta da fotógrafa Cristina García Rodero. Em 2003, Pablo Berger havia escrito o roteiro de Blancanieves, enquanto trabalhava para recolher fundos para seu próximo projecto cinematográfico, logo após seu filme Torremolinos 73 aparecer em vários festivais. Oito anos depois, em maio de 2011, ele estava trabalhando no guião gráfico de Blancanieves, mas quando estava prestes a começar a filmagem, recebeu a notícia de que seu filme O Artista iria ser exibido no Festival de Cannes de 2011.
De acordo com Berger, Blancanieves é uma "carta de amor para o cinema mudo europeu, ... especialmente ao francês, onde declarou que Abel Gance era um Deus do cinema e filmes como Napoleão, J'Accuse!, La Roue são extraordinários."

## Reconhecimentos
| Ano  | Prémios / Festivais                                                          | Categorias                                               | Destinatários e nomeados                                                               | Resultado | Ref(s)        |
| ---- | ---------------------------------------------------------------------------- | -------------------------------------------------------- | -------------------------------------------------------------------------------------- | --------- | ------------- |
| 2012 | Festival Internacional de Cinema de San Sebastián                            | Prémio Especial do Júri                                  | Pablo Berger                                                                           | Venceu    | [ 11 ] [ 12 ] |
| 2012 | Festival Internacional de Cinema de San Sebastián                            | Concha de Prata de Melhor Actriz                         | Macarena García                                                                        | Venceu    | [ 11 ] [ 12 ] |
| 2012 | Festival Internacional de Cinema de San Sebastián                            | Concha de Ouro                                           | Pablo Berger                                                                           | Indicado  | [ 11 ] [ 12 ] |
| 2012 | Festival Internacional de Cinema de Varsóvia                                 | Prémio Espírito Livre                                    | Pablo Berger                                                                           | Indicado  | [ 13 ]        |
| 2012 | Festival do Novo Cinema de Montreal (Festival du nouveau cinéma de Montréal) | Prémio de Inovação                                       | Pablo Berger                                                                           | Indicado  | [ 14 ]        |
| 2012 | Festival Internacional de Cinema de Toronto                                  | Prémio FIPRESCI (Descoberta)                             | Pablo Berger                                                                           | Indicado  | [ 16 ]        |
| 2012 | Festival Internacional de Cinema de Toronto                                  | Prémio da Crítica Internacional (FIPRESCI)               | Pablo Berger                                                                           | Indicado  | [ 16 ]        |
| 2012 | Festival de Cinema Europeu de Les Arcs                                       | Grande Prémio do Júri                                    | Pablo Berger                                                                           | Venceu    | [ 17 ]        |
| 2012 | Festival de Cinema Europeu de Les Arcs                                       | Prémio Júri Jovem                                        | Pablo Berger                                                                           | Venceu    | [ 17 ]        |
| 2012 | Festival de Cinema Europeu de Les Arcs                                       | Prémio de Melhor Banda Sonora                            | Alfonso Vilallonga                                                                     | Venceu    | [ 17 ]        |
| 2012 | Festival de Cinema Europeu de Les Arcs                                       | Flecha de Cristal                                        | Pablo Berger                                                                           | Indicado  | [ 17 ]        |
| 2012 | Festival de Cinema das Noites Negras de Tallinn                              | Grande Prémio                                            | Pablo Berger                                                                           | Indicado  | [ 18 ]        |
| 2012 | Prémio Solo Para Ti                                                          | Melhor Filme                                             | Melhor Filme                                                                           | Indicado  | [ 19 ]        |
| 2012 | Prémio Solo Para Ti                                                          | Melhor Actriz                                            | Maribel Verdú                                                                          | Indicado  | [ 19 ]        |
| 2013 | Academia Mexicana de Artes e Ciências Cinematográficas                       | Prémio Ariel de Melhor Filme Ibero-Americano             | Prémio Ariel de Melhor Filme Ibero-Americano                                           | Venceu    | [ 20 ]        |
| 2013 | Festival Internacional de Cinema de Boulder                                  | Grande Prémio                                            | Pablo Berger Arcadia Motion Pictures Noodles Production Nix Films                      | Venceu    | [ 21 ] [ 22 ] |
| 2013 | Associação dos Críticos de Cinema de Chicago                                 | Melhor Banda Sonora Original                             | Alfonso Vilallonga                                                                     | Venceu    | [ 23 ]        |
| 2013 | Festival Internacional do Cinema Fantástico de Bruxelas                      | Prémio do Sétimo Paralelo                                | Pablo Berger                                                                           | Venceu    | [ 24 ]        |
| 2013 | 26ª edição dos Prémios do Cinema Europeu                                     | Melhor Filme                                             | Melhor Filme                                                                           | Indicado  | [ 25 ] [ 26 ] |
| 2013 | 26ª edição dos Prémios do Cinema Europeu                                     | Melhor Realizador                                        | Pablo Berger                                                                           | Indicado  | [ 25 ] [ 26 ] |
| 2013 | 26ª edição dos Prémios do Cinema Europeu                                     | Melhor Figurinista                                       | Paco Delgado                                                                           | Venceu    | [ 25 ] [ 26 ] |
| 2013 | Prémios Fotogramas de Prata                                                  | Melhor Filme Espanhol                                    | Melhor Filme Espanhol                                                                  | Venceu    | [ 27 ]        |
| 2013 | Prémios Fotogramas de Prata                                                  | Melhor Actriz de Cinema                                  | Maribel Verdú                                                                          | Venceu    | [ 27 ]        |
| 2013 | Prémios do Cinema Internacional Online                                       | Melhor Argumento Adaptado                                | Pablo Berger                                                                           | Indicado  | [ 28 ]        |
| 2013 | Prémios do Cinema Internacional Online                                       | Melhor Figurino                                          | Paco Delgado                                                                           | Indicado  | [ 28 ]        |
| 2013 | Festival Internacional de Cinema de Melbourne                                | Melhor Longa-Metragem                                    | Melhor Longa-Metragem                                                                  | Indicado  | [ 29 ]        |
| 2013 | Festival Internacional de Cinema de Palm Springs                             | Prémio de Cinema Latino                                  | Pablo Berger                                                                           | Venceu    | [ 30 ] [ 31 ] |
| 2013 | Prémio São Jorge de Cinematografia                                           | Melhor Filme Espanhol                                    | Melhor Filme Espanhol                                                                  | Venceu    | [ 32 ]        |
| 2013 | Entidade de Gestão de Direitos dos Produtores Audiovisuais                   | Prémio Cinematográfico José María Forqué de Melhor Filme | Prémio Cinematográfico José María Forqué de Melhor Filme                               | Venceu    | [ 33 ]        |
| 2013 | Entidade de Gestão de Direitos dos Produtores Audiovisuais                   | Melhor Actriz                                            | Maribel Verdú                                                                          | Venceu    | [ 33 ]        |
| 2013 | Entidade de Gestão de Direitos dos Produtores Audiovisuais                   | Melhor Actriz                                            | Macarena García                                                                        | Indicado  | [ 33 ]        |
| 2013 | Associação de Críticos de Espectáculos de Nova Iorque                        | Melhor Filme                                             | Melhor Filme                                                                           | Venceu    | [ 34 ]        |
| 2013 | Associação de Críticos de Espectáculos de Nova Iorque                        | Melhor Actriz                                            | Maribel Verdú                                                                          | Venceu    | [ 34 ]        |
| 2013 | Associação de Críticos de Espectáculos de Nova Iorque                        | Melhor Actor Secundário                                  | Daniel Giménez Cacho                                                                   | Venceu    | [ 34 ]        |
| 2013 | Prémios Phoenix Film Critics Society                                         | Melhor Filme Estrangeiro                                 | Melhor Filme Estrangeiro                                                               | Indicado  | [ 35 ]        |
| 2013 | Prémio da União de Actores e Actrizes                                        | Melhor Actriz Protagonista                               | Maribel Verdú                                                                          | Venceu    | [ 36 ]        |
| 2013 | Prémio da União de Actores e Actrizes                                        | Melhor Actor Protagonista                                | Daniel Giménez Cacho                                                                   | Indicado  | [ 36 ]        |
| 2013 | Prémio da União de Actores e Actrizes                                        | Melhor Actriz Secundária                                 | Ángela Molina                                                                          | Indicado  | [ 36 ]        |
| 2013 | Prémio da União de Actores e Actrizes                                        | Melhor Actor Secundário                                  | Ramon Barea                                                                            | Indicado  | [ 36 ]        |
| 2013 | Prémio da União de Actores e Actrizes                                        | Melhor Actor Secundário                                  | Pere Ponce                                                                             | Indicado  | [ 36 ]        |
| 2013 | Prémio da União de Actores e Actrizes                                        | Melhor Actriz Coadjuvante                                | Inma Cuesta                                                                            | Indicado  | [ 36 ]        |
| 2013 | Prémio do Círculo de Escritores Cinematográficos                             | Melhor Filme                                             | Melhor Filme                                                                           | Venceu    | [ 37 ]        |
| 2013 | Prémio do Círculo de Escritores Cinematográficos                             | Melhor Realizador                                        | Pablo Berger                                                                           | Venceu    | [ 37 ]        |
| 2013 | Prémio do Círculo de Escritores Cinematográficos                             | Melhor Actriz Protagonista                               | Maribel Verdú                                                                          | Indicado  | [ 37 ]        |
| 2013 | Prémio do Círculo de Escritores Cinematográficos                             | Melhor Actor Protagonista                                | Daniel Giménez Cacho                                                                   | Indicado  | [ 37 ]        |
| 2013 | Prémio do Círculo de Escritores Cinematográficos                             | Melhor Actriz Secundária                                 | Ángela Molina                                                                          | Venceu    | [ 37 ]        |
| 2013 | Prémio do Círculo de Escritores Cinematográficos                             | Melhor Actor Secundário                                  | Josep Maria Pou                                                                        | Indicado  | [ 37 ]        |
| 2013 | Prémio do Círculo de Escritores Cinematográficos                             | Melhor Actriz Revelação                                  | Macarena García                                                                        | Venceu    | [ 37 ]        |
| 2013 | Prémio do Círculo de Escritores Cinematográficos                             | Melhor Actor Revelação                                   | Emilio Gavira                                                                          | Indicado  | [ 37 ]        |
| 2013 | Prémio do Círculo de Escritores Cinematográficos                             | Melhor Argumento Original                                | Pablo Berger                                                                           | Venceu    | [ 37 ]        |
| 2013 | Prémio do Círculo de Escritores Cinematográficos                             | Melhor Montagem                                          | Fernando Franco                                                                        | Venceu    | [ 37 ]        |
| 2013 | Prémio do Círculo de Escritores Cinematográficos                             | Melhor Banda Sonora                                      | Alfonso Vilallonga                                                                     | Venceu    | [ 37 ]        |
| 2013 | Prémio do Círculo de Escritores Cinematográficos                             | Melhor Fotografia                                        | Kiko de la Rica                                                                        | Venceu    | [ 37 ]        |
| 2013 | Prémios Gaudí                                                                | Melhor Filme de Língua Catalã                            | Melhor Filme de Língua Catalã                                                          | Venceu    | [ 38 ]        |
| 2013 | Prémios Gaudí                                                                | Melhor Realizador                                        | Pablo Berger                                                                           | Indicado  | [ 38 ]        |
| 2013 | Prémios Gaudí                                                                | Melhor Protagonista Feminina                             | Ángela Molina                                                                          | Indicado  | [ 38 ]        |
| 2013 | Prémios Gaudí                                                                | Melhor Protagonista Feminina                             | Maribel Verdú                                                                          | Indicado  | [ 38 ]        |
| 2013 | Prémios Gaudí                                                                | Melhor Argumento                                         | Pablo Berger                                                                           | Indicado  | [ 38 ]        |
| 2013 | Prémios Gaudí                                                                | Melhor Montagem                                          | Fernando Franco                                                                        | Indicado  | [ 38 ]        |
| 2013 | Prémios Gaudí                                                                | Melhor Direcção Artística                                | Alain Bainée                                                                           | Venceu    | [ 38 ]        |
| 2013 | Prémios Gaudí                                                                | Melhor Banda Sonora Original                             | Alfonso Vilallonga                                                                     | Venceu    | [ 38 ]        |
| 2013 | Prémios Gaudí                                                                | Melhor Fotografia                                        | Kiko de la Rica                                                                        | Indicado  | [ 38 ]        |
| 2013 | Prémios Gaudí                                                                | Melhor Figurino                                          | Paco Delgado                                                                           | Venceu    | [ 38 ]        |
| 2013 | Prémios Gaudí                                                                | Melhor Maquilhagem e Cabeleiro                           | Fermín Galán Sylvie Imbert                                                             | Indicado  | [ 38 ]        |
| 2013 | Prémios Gaudí                                                                | Melhores Efeitos Especiais                               | Reyes Abades Ferrán Piquer                                                             | Indicado  | [ 38 ]        |
| 2013 | Academia das Artes e Ciências Cinematográficas da Espanha                    | Prémios Goya de Melhor Filme                             | Prémios Goya de Melhor Filme                                                           | Venceu    | [ 39 ] [ 40 ] |
| 2013 | Academia das Artes e Ciências Cinematográficas da Espanha                    | Melhor Realizador                                        | Pablo Berger                                                                           | Indicado  | [ 39 ] [ 40 ] |
| 2013 | Academia das Artes e Ciências Cinematográficas da Espanha                    | Melhor Actriz Protagonista                               | Maribel Verdú                                                                          | Venceu    | [ 39 ] [ 40 ] |
| 2013 | Academia das Artes e Ciências Cinematográficas da Espanha                    | Melhor Actor Protagonista                                | Daniel Giménez Cacho                                                                   | Indicado  | [ 39 ] [ 40 ] |
| 2013 | Academia das Artes e Ciências Cinematográficas da Espanha                    | Melhor Actriz Secundária                                 | Ángela Molina                                                                          | Indicado  | [ 39 ] [ 40 ] |
| 2013 | Academia das Artes e Ciências Cinematográficas da Espanha                    | Melhor Actor Secundário                                  | Josep Maria Pou                                                                        | Indicado  | [ 39 ] [ 40 ] |
| 2013 | Academia das Artes e Ciências Cinematográficas da Espanha                    | Melhor Actriz Revelação                                  | Macarena García                                                                        | Venceu    | [ 39 ] [ 40 ] |
| 2013 | Academia das Artes e Ciências Cinematográficas da Espanha                    | Melhor Actor Revelação                                   | Emilio Gavira                                                                          | Indicado  | [ 39 ] [ 40 ] |
| 2013 | Academia das Artes e Ciências Cinematográficas da Espanha                    | Melhor Argumento Original                                | Pablo Berger                                                                           | Venceu    | [ 39 ] [ 40 ] |
| 2013 | Academia das Artes e Ciências Cinematográficas da Espanha                    | Melhor Banda Sonora Original                             | Alfonso Vilallonga                                                                     | Venceu    | [ 39 ] [ 40 ] |
| 2013 | Academia das Artes e Ciências Cinematográficas da Espanha                    | Melhor Canção Original                                   | No te puedo encontrar (na voz de Sílvia Pérez Cruz) Pablo Berger Juan Gómez "Chicuelo" | Venceu    | [ 39 ] [ 40 ] |
| 2013 | Academia das Artes e Ciências Cinematográficas da Espanha                    | Melhor Fotografia                                        | Kiko de la Rica                                                                        | Venceu    | [ 39 ] [ 40 ] |
| 2013 | Academia das Artes e Ciências Cinematográficas da Espanha                    | Melhor Montagem                                          | Fernando Franco                                                                        | Indicado  | [ 39 ] [ 40 ] |
| 2013 | Academia das Artes e Ciências Cinematográficas da Espanha                    | Melhor Direcção Artística                                | Alain Bainée                                                                           | Venceu    | [ 39 ] [ 40 ] |
| 2013 | Academia das Artes e Ciências Cinematográficas da Espanha                    | Melhor Direcção de Produção                              | Josep Amorós                                                                           | Indicado  | [ 39 ] [ 40 ] |
| 2013 | Academia das Artes e Ciências Cinematográficas da Espanha                    | Melhor Figurino                                          | Paco Delgado                                                                           | Venceu    | [ 39 ] [ 40 ] |
| 2013 | Academia das Artes e Ciências Cinematográficas da Espanha                    | Melhor Maquilhagem e Cabeleireiro                        | Fermín Galán Sylvie Imbert                                                             | Venceu    | [ 39 ] [ 40 ] |
| 2013 | Academia das Artes e Ciências Cinematográficas da Espanha                    | Melhores Efeitos Especiais                               | Ferrán Piquer Reyes Abades                                                             | Indicado  | [ 39 ] [ 40 ] |
| 2013 | Prémios CinEuphoria                                                          | Melhor Filme                                             | Melhor Filme                                                                           | Indicado  |               |
| 2013 | Prémios CinEuphoria                                                          | Melhor Actriz Secundária                                 | Maribel Verdú                                                                          | Indicado  |               |
| 2013 | Prémios CinEuphoria                                                          | Melhor Realizador                                        | Pablo Berger                                                                           | Indicado  |               |
| 2013 | Prémios CinEuphoria                                                          | Melhor Banda Sonora                                      | Alfonso Vilallonga                                                                     | Venceu    |               |
| 2013 | Prémios CinEuphoria                                                          | Top do Ano                                               | Top do Ano                                                                             | Venceu    |               |
| 2013 | Prémios CinEuphoria                                                          | Melhor Fotografia                                        | Melhor Fotografia                                                                      | Indicado  |               |
| 2013 | Prémios CinEuphoria                                                          | Melhor Guarda-Roupa                                      | Melhor Guarda-Roupa                                                                    | Indicado  |               |
| 2013 | Prémios CinEuphoria                                                          | Melhor Caracterização                                    | Melhor Caracterização                                                                  | Indicado  |               |
| 2013 | Prémios CinEuphoria                                                          | Melhor Direcção Artística                                | Melhor Direcção Artística                                                              | Indicado  |               |
| 2013 | Prémios CinEuphoria                                                          | Melhor Elenco                                            | Melhor Elenco                                                                          | Indicado  |               |
| 2013 | Prémios CinEuphoria                                                          | Melhor Cartaz                                            | Melhor Cartaz                                                                          | Indicado  |               |
| 2013 | Prémios CinEuphoria                                                          | Melhor Trailer                                           | Melhor Trailer                                                                         | Indicado  |               |
| 2013 | Sociedade Internacional Cinéfila (International Cinephile Society)           | Melhor Filme Ainda Não Lançado de 2012                   | Melhor Filme Ainda Não Lançado de 2012                                                 | Venceu    | [ 41 ] [ 42 ] |
| 2014 | Sociedade Internacional Cinéfila (International Cinephile Society)           | Melhor Filme Estrangeiro                                 | Melhor Filme Estrangeiro                                                               | Indicado  | [ 41 ] [ 42 ] |
| 2014 | Sociedade Internacional Cinéfila (International Cinephile Society)           | Melhor Cinematografia                                    | Kiko de la Rica                                                                        | Indicado  | [ 41 ] [ 42 ] |
| 2014 | Sociedade Internacional Cinéfila (International Cinephile Society)           | Melhor Direcção de Arte                                  | Alain Bainée                                                                           | Indicado  | [ 41 ] [ 42 ] |
| 2014 | Sociedade Internacional Cinéfila (International Cinephile Society)           | Melhor Banda Sonora Original                             | Alfonso Vilallonga                                                                     | Indicado  | [ 41 ] [ 42 ] |
| 2014 | Academia de Filmes de Ficção Científica, Fantasia e Terror                   | Prémio Saturno de Melhor Filme Internacional             | Prémio Saturno de Melhor Filme Internacional                                           | Indicado  | [ 43 ]        |
| 2014 | Prémio da Associação de Críticos de Filmes Australianos                      | Melhor Filme Internacional                               | Melhor Filme Internacional                                                             | Indicado  | [ 44 ]        |
| 2014 | Prémios Chlotrudis                                                           | Melhor Direcção de Arte                                  | Alain Bainée                                                                           | Venceu    | [ 45 ]        |
| 2014 | Prémios Cesar                                                                | Melhor Filme Estrangeiro                                 | Melhor Filme Estrangeiro                                                               | Indicado  | [ 46 ]        |
| 2014 | Prémio do Círculo de Críticos de Cinema de Vancouver                         | Melhor Filme Estrangeiro                                 | Melhor Filme Estrangeiro                                                               | Indicado  | [ 47 ]        |
| 2015 | Associação dos Críticos Cinematográficos da Argentina                        | Prémio Condor de Prata de Melhor Filme Ibero-Americano   | Prémio Condor de Prata de Melhor Filme Ibero-Americano                                 | Indicado  | [ 48 ]        |